# Basilius Besler
Basilius (ou Basil) Besler (Nuremberg, 13 de fevereiro de 1561 – Nuremberg, 13 de março de 1629) foi médico e botânico alemão.

## Biografia
Era filho de  Michael Besler. Casou-se com Rosine Flock em 1586 e com Susanne Schmidt em 1596, tendo destas duas uniões 16 filhos. Basil Besler dirigiu a farmácia "Zum Marienbild", em Nuremberg, de 1589 a 1629.
Em Nuremberg fundou um jardim botânico e um gabinete de curiosidades. Em 1597, o bispo de Eichstätt  pediu para Besler  criar um jardim botânico sobre um terreno com uma superfície de um hectare em Willibaldsburg. O jardim foi projetado com oito terraços e rapidamente tornou-se famoso. Vários botânicos participaram na criação deste jardim: Charles de l'Écluse (1525-1609), que já tinha construído um jardim em Viena, Joachim Camerarius le Jeune (1534-1598) e Ludwig Jungermann (1572-1653).
Besler publicou o catálogo das plantas do seu jardim sob o título "Hortus Eystettensis" (1613) em Eichstätt e Nuremberg. O catálogo continha a descrição de 1.084 espécies vegetais com 367 gravuras sobre cobre, totalizando 850 páginas. A redação da parte de botânica foi assegurada por Ludwig Jungermann.

## Galeria

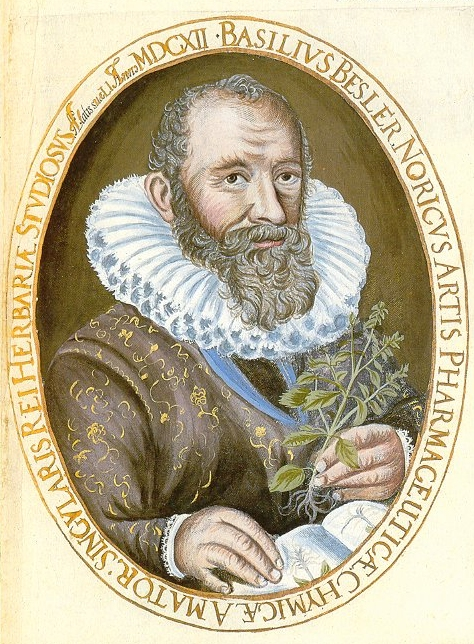
Retrato de Basilius Besler
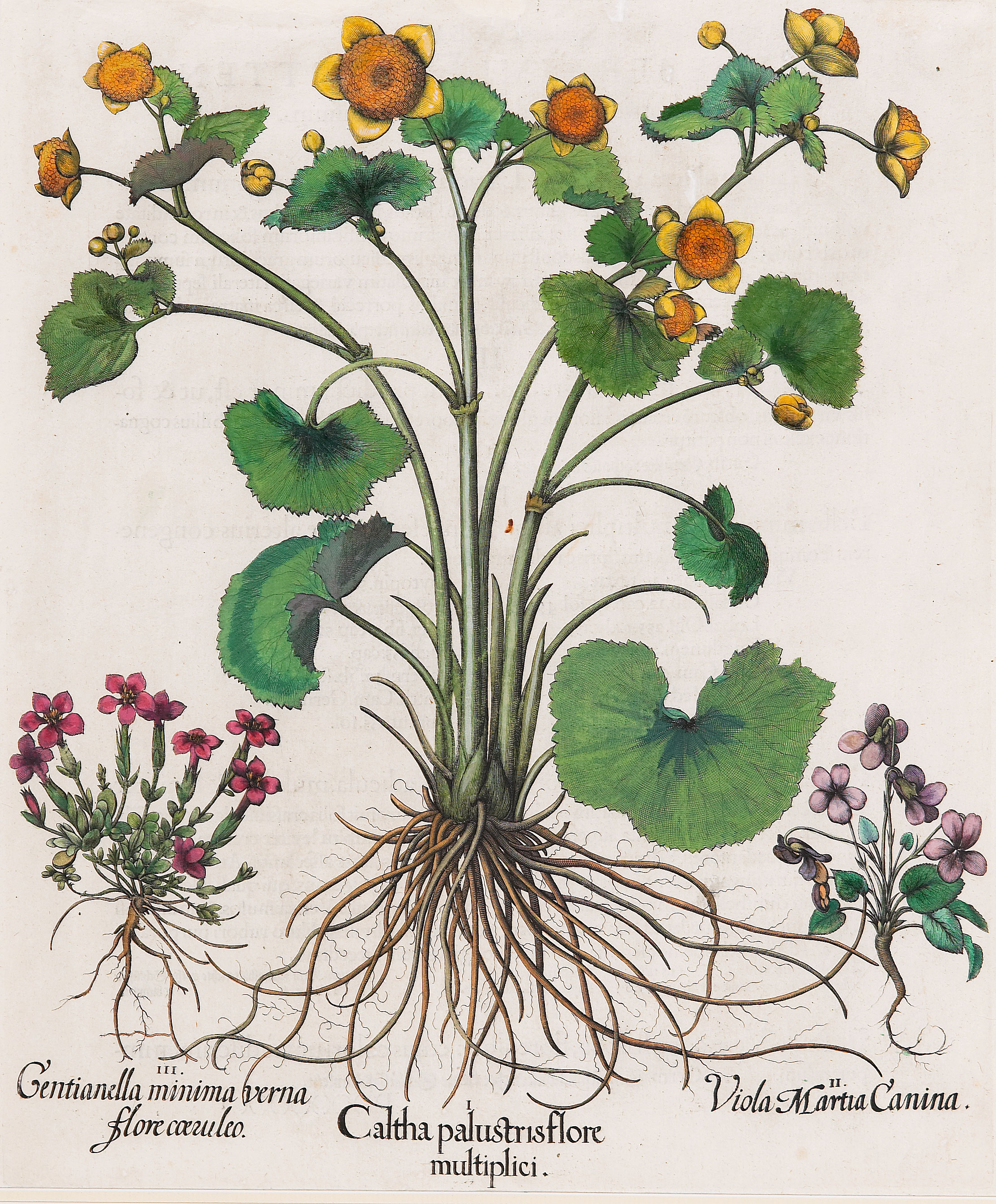
Caltha palustris flore
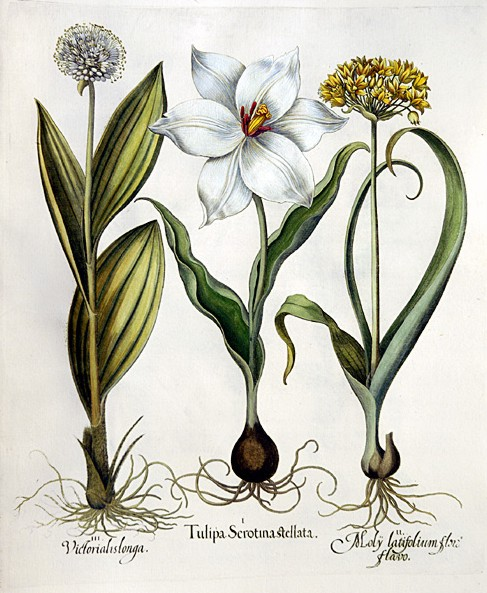
Tulipa Scrotina stellata
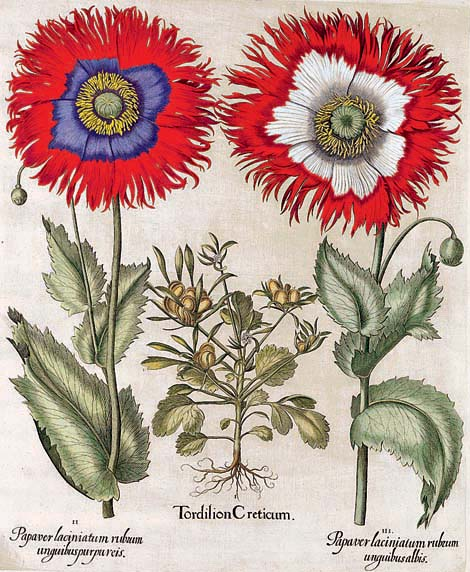
Tordilion Creticum
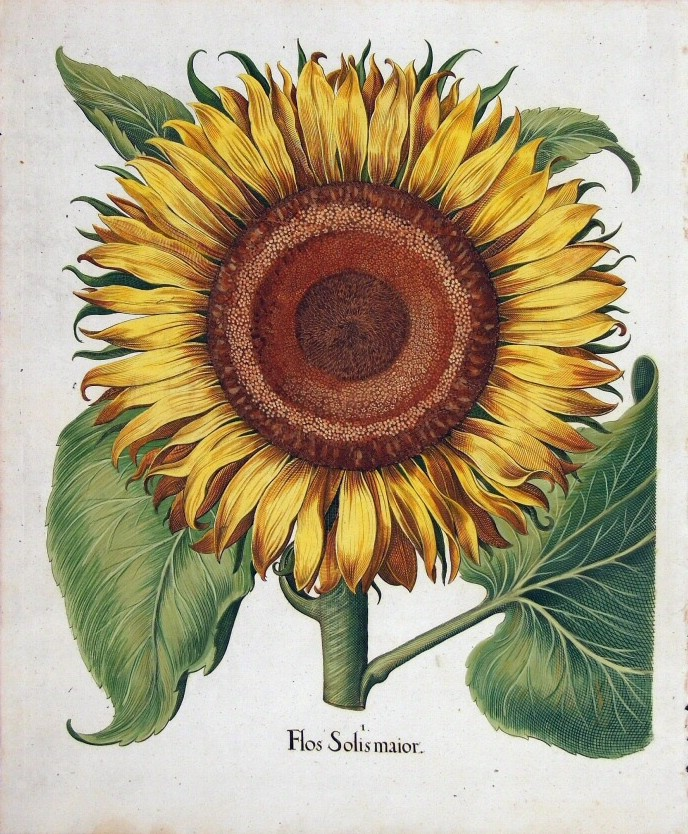
Girassol
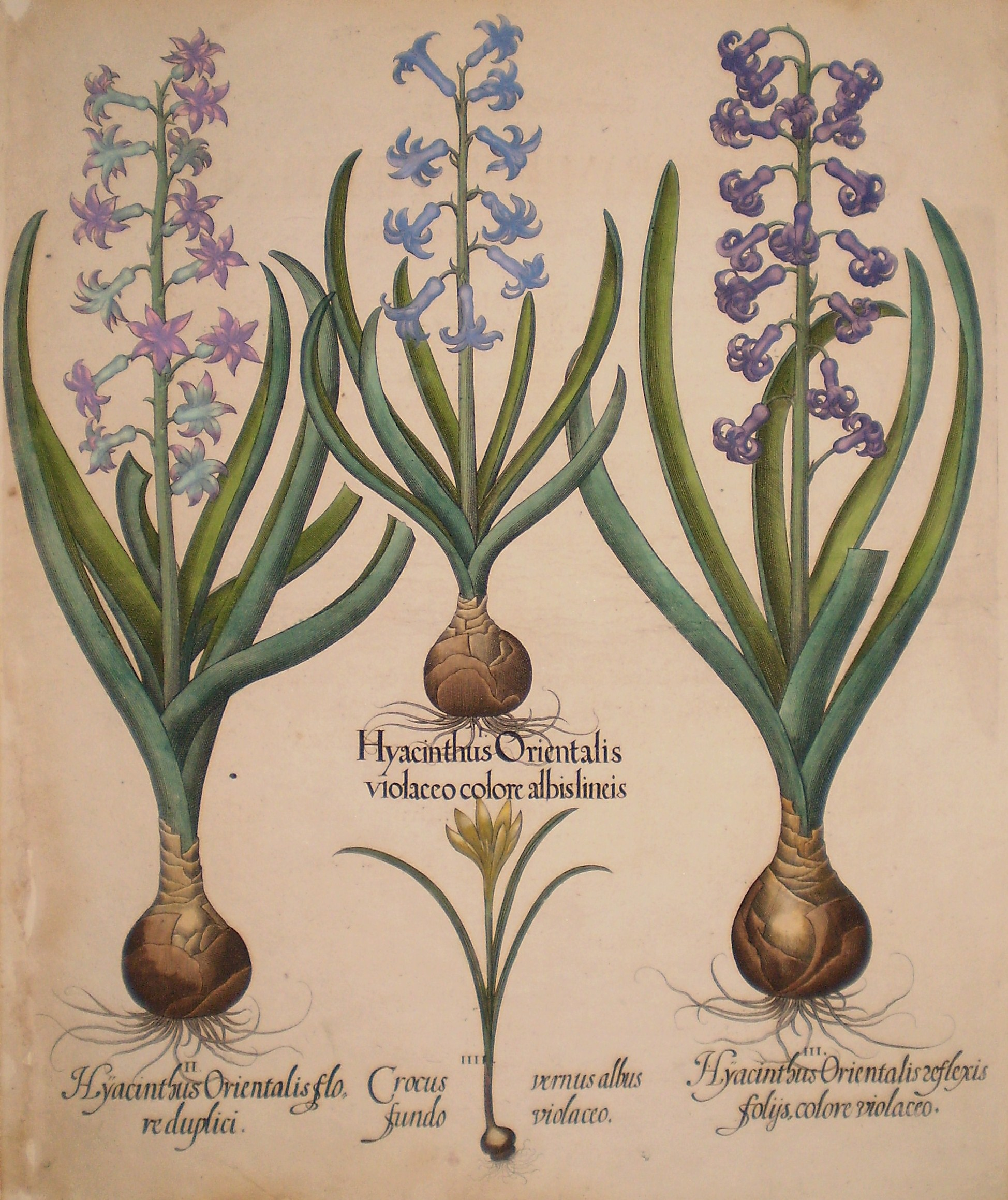
Hyacinthus Orientalis
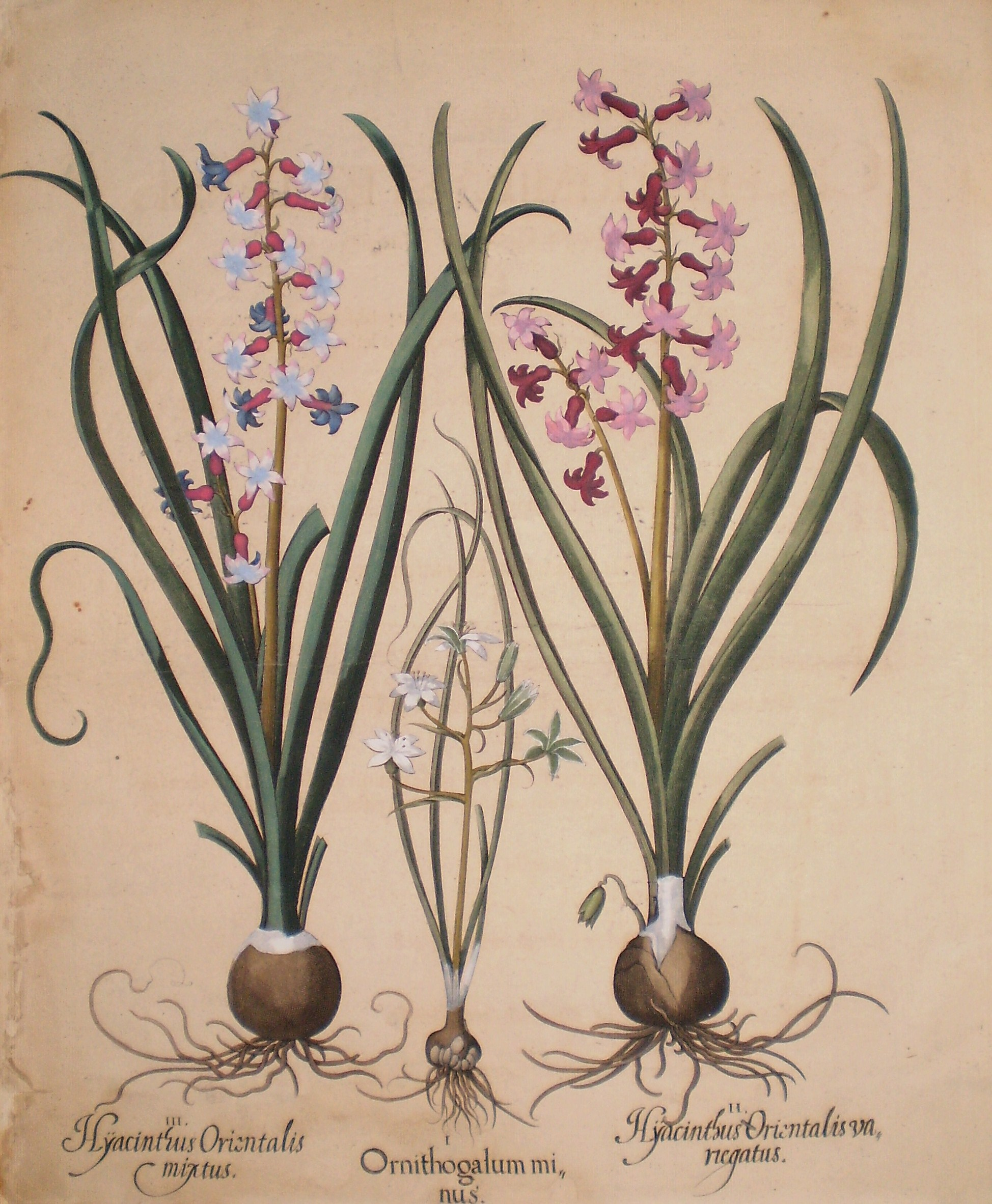
Ornithogalum minus
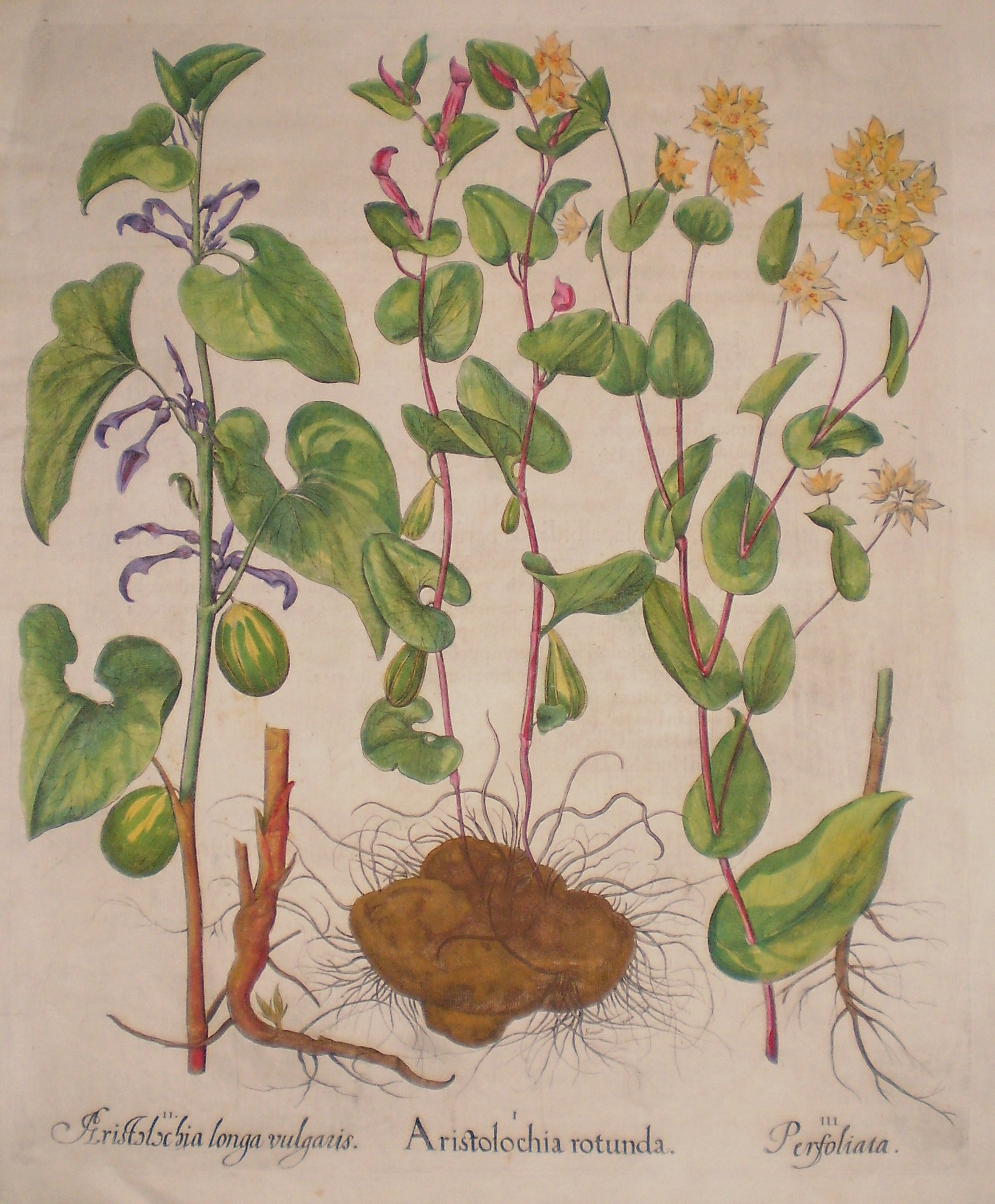
Aristolochia rotunda
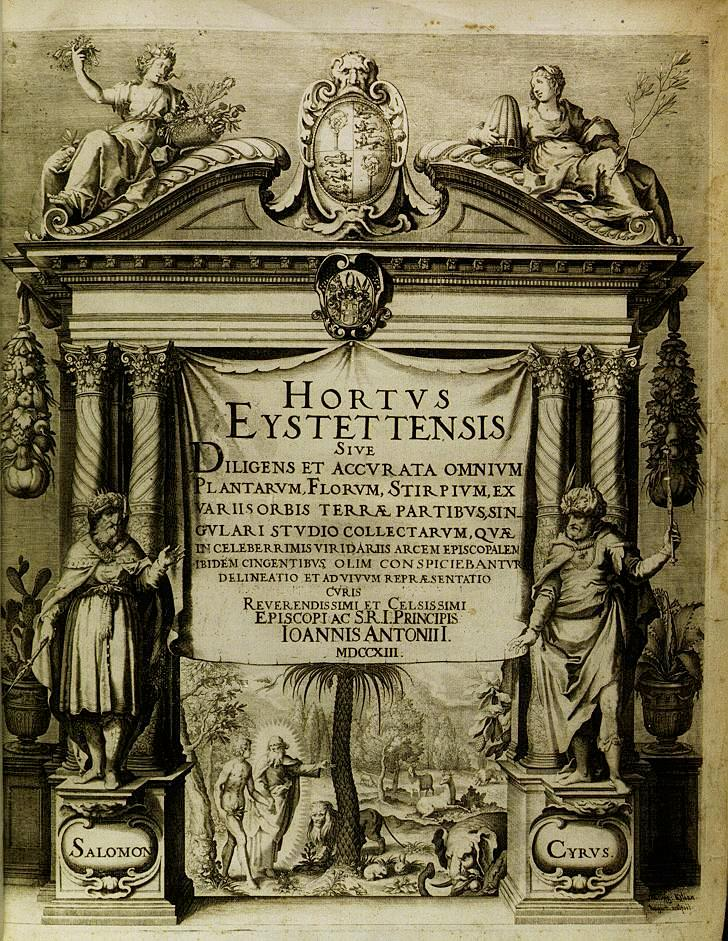
Frontispício da obra Hortus Eystettensis